# Лейб-гвардии Тяжёлый артиллерийский дивизион
Лейб-гвардии тяжёлый артиллерийский дивизион — гвардейская артиллерийская часть (дивизион) тяжёлой артиллерии Вооружённых Сил Российской Империи.
Дивизионный праздник: 12 февраля. В литературе встречается наименование воинской части — Гвардейский полевой тяжёлый артиллерийский дивизион. Дивизион полевой тяжёлой артиллерии предназначался для усиления артиллерийской поддержки войск на направлении главного удара.

## История
Тяжёлая артиллерия — в противоположность лёгкой имеющая более тяжёлое вооружение и снаряжение, на начало XX столетия это деление сохранилось только в кавалерии, но развитие военного дела вернуло её на места сражений и битв. В ВС России применялось словосочетание Позиционная артиллерия, к 1911 году это название повсюду было  заменено понятием тяжёлой артиллерии, которая подразделялась на полевую тяжёлую и тяжёлую (осадную) артиллерию. 
Полевая тяжёлая артиллерия находилась в этот период в стадии сформирования, хотя необходимость в ней остро ощущалась ещё в Русско-японской войне, 1904 — 1905 годов. Так в 1910 году были сформированы, в августе, 1-й тяжёлый артиллерийский дивизион, Первый Сибирский тяжёлый артиллерийский дивизион и другие формирования рода оружия. 
21 января 1915 года — начато сформирование из личного состава лейб-гвардии 1-й, 2-й, 3-й артиллерийских бригад, лейб-гвардии Стрелкового артиллерийского дивизиона и лейб-гвардии Мортирного артиллерийского дивизиона лейб-гвардии Тяжелого артиллерийского дивизиона.
- 4 июля 1915 года формирование вело бой у поместья Седлиска-Велька.
- 5 июля 1915 года — дивизион вёл бои в районе местечка Гура — поселения Рейовец у города Холм.
- 16 — 23 июля 1915 года — вёл оборонительные бои при отступлении к города Брест-Литовск.
- в августе 1915 года — вёл бои в районе местечка Мейшагола.
- ?? сентября 1915 — ?? февраля 1916 годов — находился в резерве.
- ?? марта — ?? июня 1916 года — находился в районе города Двинск.
- 15 — 17 июля 1916 года — вёл бои у местечка Аполония.
- 25 июля 1916 года — вёл боевые действия в районе Кухарского леса
- в августе 1916 года — дислоцировался у села Городок.
- в сентябре 1916 года — вёл наступление в районе Шельвовского леса.
- в октябре 1916 года — воинская часть находилась на позициях в районе местечка Садово.
- в ноябре 1916 года — дислоцировался в районе деревни Скурче у города Луцк.
- ?? июня — ?? июля 1917 года — вёл наступательные и арьергардные бои в районе города Тарнополь.
- 14 июня 1918 года — дивизион расформирован (приказ Комиссариата по военным делам Петроградской трудовой коммуны № 191 от 4 июля 1918 года.).

## Состав
- Первая батарея (четыре гаубицы, калибр 6-дюймов (152-мм));
- Вторая батарея (четыре гаубицы, калибр 6-дюймов (152-мм));
- Третья батарея (четыре пушки, калибр 42-линии (107-мм)).

## Командиры дивизиона
- 12.02.1915 — 28.08.1917 — генерал-майор Войно-Панченко, Сергей Константинович
- 28.08.1917 — ??.03.1918 — генерал-майор Баранов, Михаил Валерианович

## Известные люди, служившие в дивизионе
- Е. И. В. Александр Георгиевич, князь Романовский, 7-й герцог Лейхтенбергский, князь Эйхштедский де Богарне.